# Vizcondado del Castillo de San Jorge
El Vizcondado del Castillo de San Jorge es un título nobiliario español creado por el rey Fernando VII el 24 de febrero de 1831 a favor de Ventura Fernando de Viala Llopis, Aguilera y Centelles, Señor del antiguo Real feudo y Castellanía de San Jorge de Piera, Caballero maestrante de la Real de Ronda, Teniente Coronel de Infantería y Comandante de los Voluntarios Realistas de Piera. 
El nombre se refiere al Castillo de San Jorge de Piera (Anoia, Cataluña), cedido por Jaime I a la familia Curtibus o Sescorts, antepasados de los Viala y a través de Humbert de Curtibus, comendadores de la Orden de San Jorge de Alfama, Barones de Almenar, Comendadores de Agramunt y Señores de la Torre Salvana de Santa Coloma de Cervelló.
El primer vizconde, Ventura de Viala Llopis, fue un militar catalán nacido en Tárrega (Lérida) el 19-3-1778 que se significó durante la guerra de la independencia de Francia: nombrado diputado de la antigua junta de Lérida (antigua suprema del principado) y defensor de Lérida. Donó 8 arrobas y 5 libras de plata para el vestuario y armamiento del ejército y fue comisionado por el General Blake y la junta superior para levantar en masa y armar todo el corregimiento de Lérida para socorrer Gerona. Se le impuso un préstamo de 5000 duros de la época que al momento pagó y cedió al estado. Fue nombrado por el Marqués de Campo-Verde Comandante de las Compañías patrióticas del corregimiento de Lérida, del batallón de reserva de Tárrega y del de tiradores del Lérida. Como jefe de estos cuerpos hizo servicio voluntario de guerrillas dos meses consecutivos en los puntos del Bruc, Castellolí y Ca N'Aguilera (en sus propias tierras) batiéndose a diario con el enemigo que estaba en Igualada y Montserrat siendo la más célebre la Carga que dio a los enemigos en su retirada del Bruc el 14-6-1808.

## Historia de los Vizcondes del Castillo de San Jorge
-Ventura de Viala Aguilera Llopis de Riu y Centelles, Teniente Coronel, Comandante de los Voluntarios Realistas, casado con Josefa Carvallo de Ledesma Miró Díez de Andino, Francisco Carvallo de Ledesma Diez de Andino, gobernador de Girona y Vic.
-Ramón María de Viala Aguilera Carvallo de Ledesma, Teniente coronel y casado con Carmen Masalles y Viñas, hija del empresario y banquero Joan Masalles y Miquel.
-Juan de Viala Masalles, abogado y casado con Mercedes de Ayguavives y de León, hija de Juan Bautista de Ayguavives y de Vassallo, Vizconde de la Encarnada y Caballero de Honor y Devoción de la S.O.M de Malta, y de Isabel de León y de Ibarrola, Marquesa de Guardia Real, Atalayuelas y Zambrano; hija de Diego de León.
-Ramón de Viala y de Ayguavives, Teniente Coronel Auditor, Gobernador de Civil de Almería y Segovia casado con Pilar Plaja Tapis......